# Aubrey Dollar
Aubrey Dollar (ur. 23 września 1980 w Raleigh) – amerykańska aktorka.

## Życiorys
Pochodzi z aktorskiej rodziny. Jest córką Terri Dollar i starszą siostrą Caroline Dollar. Jej matka jest pedagogiem teatralnym. Prowadzi w Karolinie Północnej zajęcia teatralne i agencję dla uzdolnionych artystycznie dzieci. Aubrey Dollar uczęszczała do Needham Bryant Broughton High School, a następnie na Boston University i do Amherst College.
Zadebiutowała jako aktorka dziecięca w 1992 roku, niewielką, drugoplanową rolą w horrorze Dzieci kukurydzy II: Ostateczne poświęcenie. W 1995 roku wystąpiła jako Idabell Thompkins w filmowej adaptacji powieści Other Voices, Other Rooms, której reżyserem był Lord Wielki Szambelan Anglii, David Rocksavage. Później związana pracą aktorską głównie z produkcjami telewizyjnymi powstającymi dla największych amerykańskich stacji. W latach 2001–2004 grała w operze mydlanej Guiding Light. W 2003 roku za rolę Mariny Cooper została nominowana do nagrody Soap Opera Digest Awards. Występowała w stałej obsadzie seriali telewizyjnych Jezioro marzeń, Miasteczko Point Pleasant oraz Kobiecy Klub Zbrodni.
Pojawiła się jako aktorka drugoplanowa w kilku hollywoodzkich produkcjach filmowych (Pieskie szczęście, Serce nie sługa, W rytmie hip-hopu 2). Występuje również w filmach amerykańskiego kina niezależnego (Backseat, Drobna niedogodność, Uciekająca dziewczyna). 
Jako aktorka teatralna od 2003 roku związana z Nowym Jorkiem. Występuje na scenach teatrów Off-Broadway.

## Życie prywatne
W latach 2008–2011 spotykała się z aktorem Johnem Gallagherem Jr.